# Dome moj
"Dome moj" je skladba za koju je Meri Cetinić glazbu i tekst napisala sama,  prvi put ju je izvela na splitskom festivalu 1989. godine.

## O skladbi
Meri Cetinić skladbu "Dome moj" izvodi prvi puta na Splitskom festivalu 1989. godine i dobiva treću nagradu publike. Nedugo nakon toga u izdavačkoj kući Jugoton potpisuje dozvolu da skladbu može snimiti jedna skupina iz Belgije koja je izrazila želju za tim.
"Dome moj" je pod nazivom "Veel te mooi" snimio duet Erik Van Neygen & Sanne i devedesetih godina bila je jedan od najvećih hitova u Belgiji i Nizozemskoj. Singl je prodana u 80.000 primjeraka, a do danas se nalazi na tridesetak kompilacija najvećih hitova u tim zemljama.

## Vanjske poveznice
- Službene stranice Meri Cetinić
- Recenzija skladbe "Dome moj"
- Recenzija skladbe "Veel te mooi"